# Biblia Mentelina
Biblia Mentelina (niem. Mentelin-Bibel) – pierwszy wydrukowany niemiecki przekład Pisma Świętego opublikowany w roku 1466 przez drukarza Johanna Mentelina w Strasburgu. Ukazała się 11 lat po łacińskiej Biblii Gutenberga z 1455 roku. Była to pierwsza Biblia wydana w żywym języku narodowym.

## Historia
Johann Mentelin działalność drukarską rozpoczął w Strasburgu w roku 1458. W latach 1460–1461 wydał łacińską Wulgatę. Biblia ta miała 49 wierszy w kolumnie tekstu. Wydając przekład w języku niemieckim użył mniejszej czcionki przez co ilość wierszy zwiększyła się do 61 w każdej z kolumn. Zabieg ten pozwolił na zmniejszenie liczby stron i ograniczenie kosztów.
Jednakże Mentelin wykorzystał niemieckie tłumaczenie Wulgaty posiadające archaiczny tekst, napisany słabą niemczyzną i posiadający osobliwości gramatyczne. Powodowało to że miejscami tekst przekładu był niezrozumiały. Dodatkowo znalazło się w nim dużo błędów.
Część niemieckich językoznawców uznaje, że tekst tłumaczenia wykorzystany przez Mentelina powstał w środowisku waldensów (Codex Teplensis z ok. 1400). Jednakże wniosek ten bywa odrzucany.
Druga niemiecka edycja Biblii wydana około roku 1470 w Strasburgu przez Heinricha Eggesteina była w zasadzie przedrukiem Biblii Mentelina. Mimo swoich wad Biblia Mentelina była powielana w różnych niemieckich miejscowościach do roku 1518. Do roku 1522 – gdy Marcin Luter wydał swój przekład Nowego Testamentu – ukazało się osiemnaście edycji Biblii w języku niemieckim. Nie były to jednak niezależne tłumaczenia, lecz różne warianty Biblii Mentelina.

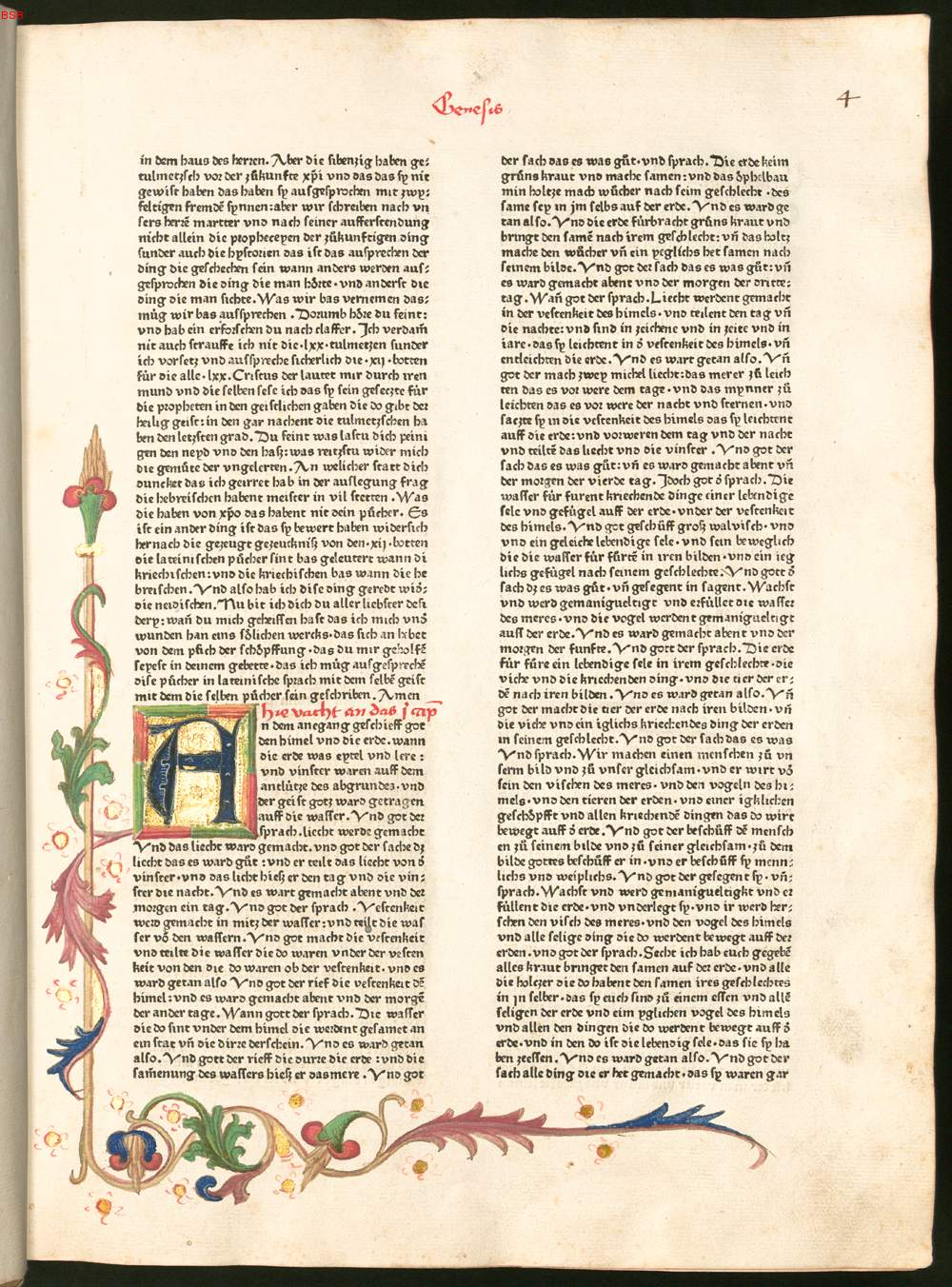
Początek Księgi Rodzaju
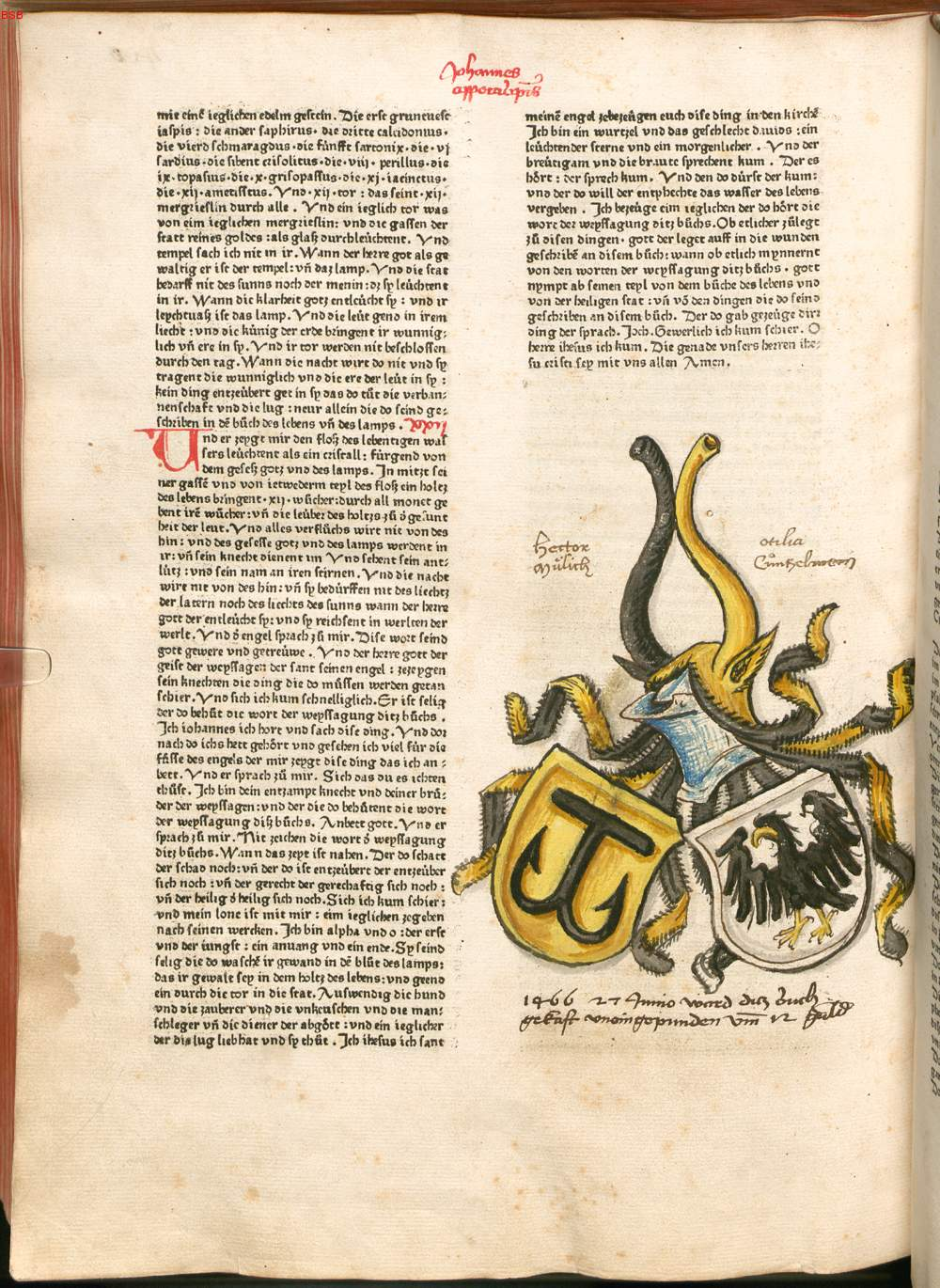
Egzemplarz Hektora Mülicha